# Les metamorfosis (Apuleu)
Les metamorfosis (Metamorphoseon libri), coneguda també com a L'ase d'or (Asinus aureus), és una obra d'Apuleu, que la va escriure al segle ii. Portava també el títol de l'Ase d'or que es deu a Agustí d'Hipona, i diu que el recull de la tradició oral que havia rebatejat l'escrit, durant un temps atribuït erròniament a Llucià de Samòsata, que havia escrit un llibre titulat Λούκιος ἢ ῎Oνος (Lucius sive asinus, 'Luci o l'ase'), obra que sens dubte va servir de model a Apuleu.

## Història manuscrita del text
Tant el manuscrit Laurentiarus F com l'edició prínceps de la novel·la porten el títol de Metamorfosis, però el testimoni més antic pel que fa al títol és el d'Agustí que l'anomena Asinus aureus, títol que es va imposar, entre els traductors de l'obra.
Giovanni Boccaccio va trobar un còdex a l'Abadia de Montecassino, anomenat Mediceus Laurentianus plut. 68, 2 (F), del segle xi, que conté també, a més de Tàcit, tres obres principals d'Apuleu. Aquest manuscrit, que remunta a un còdex tardo-antic perdut del final del segle iv, és l'arquetip tradicional per a Metamorfosis, Apologia i Florida.

## Argument
L'obra és una barreja d'històries còmiques que succeeixen a Luci, un narrador que decideix aprendre màgia després de sentir les aventures d'un company de viatge. Aquesta màgia provoca situacions desgraciades tant en l'amor com en diversos crims, en les quals es veu involucrat el protagonista. Ell mateix es transforma en un ase intentant solucionar la seva situació, forma en la qual es manté durant la majoria de capítols. Com a ase, passa per diversos amos fins que la deessa Venus o Isis es compadeix d'ell i el torna de nou en home quan menja unes roses. Luci passa aleshores la resta de la seva vida dedicat a la religió, al culte d'Isis.

## Personatges[6]
- Luci: és el protagonista del relat i el seu narrador. Es transforma en ase, sense voler.
- Miló: és qui allotja Luci a Hípata.[7]
- Pàmfila: és l'esposa de Miló i la que posseeix la poció que transforma Luci en ase.
- Fotis: és la serventa de Miló.[7] És qui dona a Luci l'ungüent que el transforma en ase.
- Isis: deessa egípcia, que en el llibre onzè retorna Luci a la forma humana.[8] En agraïment, Luci decideix fer-se sacerdot d'Isis.
- Mare dels lladres-anciana: dona gran que té cura dels lladres. Viu a la cova amb ells. És la que explica diversos contes, entre aquests el de Psique i Cupido.[7]
- Lladres: capturen l'ase Luci.
- Càrite: una jove raptada pels lladres que havien capturat l'ase Luci. Intenta fugir amb Luci, però no ho aconsegueix.[7]
- Tlepòlem: és el promès de Càrite. Es fa passar per lladre i allibera Càrite i Luci.
- Sacerdots de la deessa Síria: compren l'ase Luci.

## Estil
El to paròdic es combina amb una prosa molt cuidada. El vocabulari inclou termes vulgars i arcaics, que juntament amb el ritme de les frases, puntuat per les nombroses enumeracions descriptives, forma un estil àgil i col·loquial (excepte en la transformació final, en què el to és poètic i elevat). Incorpora, per tant, les recomanacions d'Aristòtil per a la comèdia, de la qual obté el final feliç i la presència de les classes baixes.